# Tandläkaren
Tandläkaren, originaltitel The Dentist, är en amerikansk skräckfilm ifrån 1996 med Corbin Bernsen i huvudrollen. Uppföljaren Tandläkaren 2 kom ut 1998. Filmen är inspirerad av den verkliga tandläkaren och seriemördaren Glennon Engleman.

## Handling
Tandläkaren Alan Feinstone har allt man kan önska sig och ett perfekt liv, en vacker fru, ett fint hus och en populär tandläkarklinik. Feinstones perfekta tillvaro förändras dock när han på årsdagen av sitt bröllop ser sin fru Brooke ha sex med en av parets anställda poolstädare, Matt. Feinstone, som är besatt av ordning och reda, blir galen av ilska och dödar Matt och torterar sin fru som dock överlever, och snart är ingen av hans patienter säker ifrån den nu sadistiska tandläkaren och hans borr.